# Halawicy
Halawicy (biał. Галявіцы, ros. Голевицы) – stacja kolejowa w miejscowości Alaksandrauka, w rejonie kalinkowickim, w obwodzie homelskim, na Białorusi. Leży na linii Homel - Łuniniec - Żabinka.
Od stacji odchodzi bocznica do pobliskiej jednostki wojskowej.